# وراژن‌شناسی ناهنجاری وابسته به اضطراب و استرس

در متیلاسیون DNA، سیتوزین متیله می‌شود.

وراژن‌شناسی ناهنجاری وابسته به اضطراب و استرس (به انگلیسی: Epigenetics of anxiety and stress–related disorders)، زمینه‌ای است که به بررسی رابطه بین تغییرهای وراژن‌شناسی و اضطراب و اختلال‌های وابسته به استرس، از جمله اختلال‌های سلامت روان مانند اختلال اضطراب فراگیر (GAD)، اختلال استرس پس از سانحه، اختلال وسواس فکری- جبری (OCD) و موارد دیگر می‌پردازد.